# Neujahrskonzert von Venedig

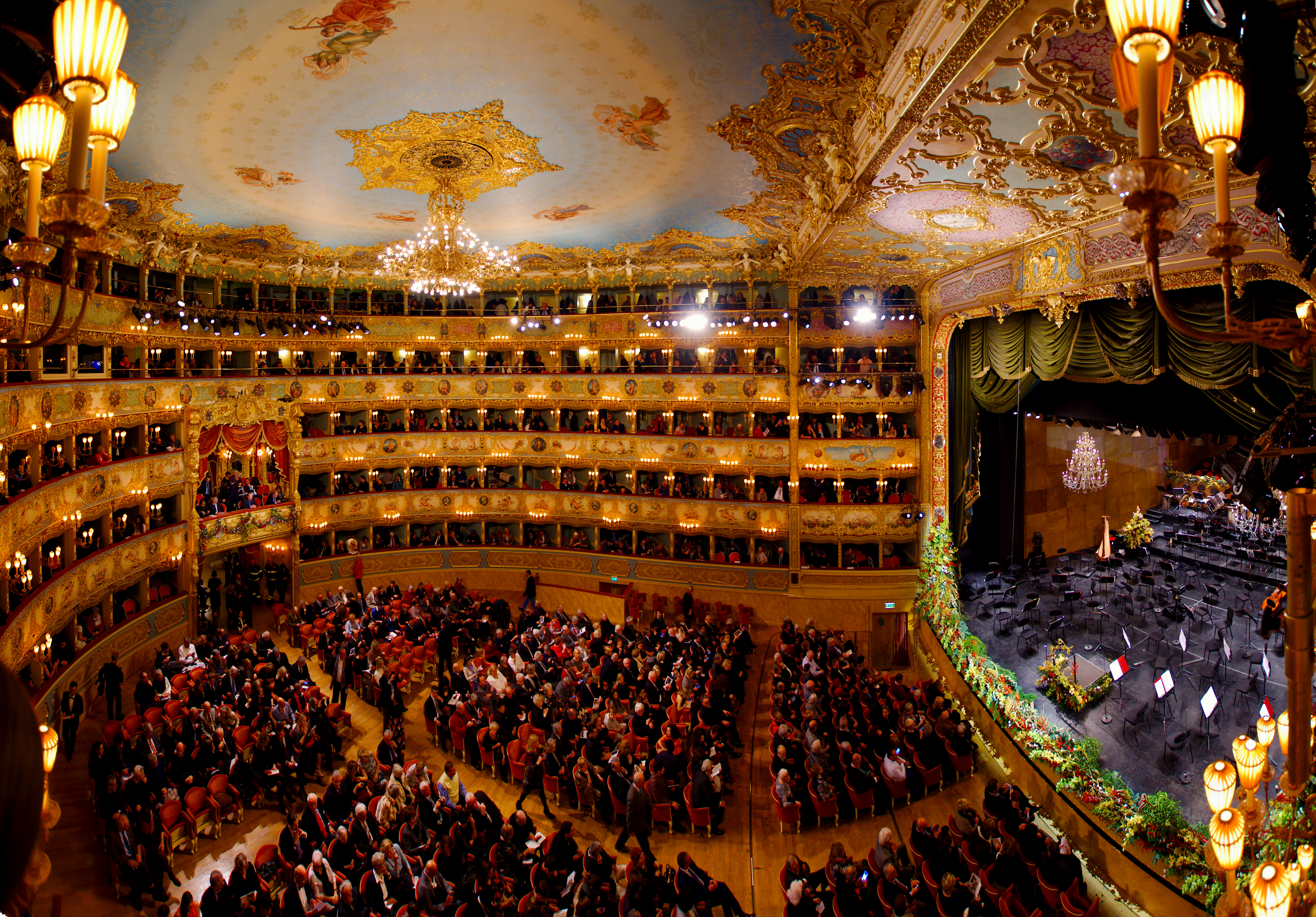
Teatro La Fenice (Dezember 2015)

Das Neujahrskonzert von Venedig (italienisch Concerto di Capodanno di Venezia) ist ein traditionelles Konzert zum Jahreswechsel, das seit 2004 jährlich im bekanntesten, in den 2000er Jahren wiedererrichteten Opernhaus der Stadt Venedig, dem Gran Teatro La Fenice stattfindet. Die Konzerte werden am 1. Januar sowie an mehreren Dezemberterminen abgehalten. Im Gegensatz zum Neujahrskonzert der Wiener Philharmoniker liegt der Schwerpunkt auf italienischer Musik (u. a. Bellini, Donizetti, Leoncavallo, Puccini, Rossini und Verdi). Das Programm besteht aus einem Instrumental- und einem Opernteil. Den Schluss bilden das Chorwerk Va, pensiero aus dem dritten Akt von Nabucco und das Trinklied Libiamo ne’ lieti calici aus dem 1. Akt von La traviata, beide Opern Giuseppe Verdis. Rai Cultura und Rai 1 präsentieren das Neujahrskonzert im öffentlich-rechtlichen Rundfunk; Arte überträgt seit 2009 den zweiten Teil live.

## Dirigenten
Folgende Dirigenten leiteten das Orchester des Teatro La Fenice während des Neujahrskonzerts:
- 2004: Lorin Maazel
- 2005: Georges Prêtre
- 2006: Kurt Masur
- 2007: Kazushi Ōno
- 2008: Roberto Abbado
- 2009: Georges Prêtre
- 2010: John Eliot Gardiner
- 2011: Daniel Harding
- 2012: Diego Matheuz
- 2013: John Eliot Gardiner
- 2014: Diego Matheuz
- 2015: Daniel Harding
- 2016: James Conlon
- 2017: Fabio Luisi
- 2018: Myung-whun Chung
- 2019: Myung-whun Chung
- 2020: Myung-whun Chung
- 2021: Daniel Harding
- 2022: Fabio Luisi
- 2023: Daniel Harding
- 2024: Fabio Luisi
- 2025: Daniel Harding